# دائرة عين تادلس
دائرة عين تادلس إحدى دوائر الجزائر التابعة لولاية مستغانم. عاصمتها هي عين تادلس و تضم بلديات عين تادلس و الصور و سيدي بلعطار و واد الخير.

## قائمة الهياكل الشبانية في الدائرة
- دار الشباب عين تادلس سليمان عميرات
- دار الشباب عين تادلس بن نعمة شعبان
- دار الشباب وادالخير محمد بوضياف
- مركب رياضي جواري واد الخير الشهيد قسوس احمد
- مركب رياضي جواري الصور بدون تسمية